# ナルムクツェ
ナルムクツェ (Nalmuqtse) とは、アメリカ合衆国北西部に原住するインディアン部族であるクーテネイ族の神話・伝承に登場する巨人。

## 解説
ナルムクツェはあまりにも身体が大きいため四つん這いで歩行する。頭には飾りをつけており、この飾りがナルムクツェの力の根源となっている。
ナルムクツェは四足歩行で世界中を歩き、道中、地上のあらゆるものに名前を付けていった。ナルムクツェが移動したあとに出来た亀裂などから地形が形成されていった。旅を終えて最後に立ち上がった時、天に頭をぶつけ、その衝撃で頭の飾りが外れてしまった。活力の根源である頭飾りの喪失によってナルムクツェは死んでしまったという。